# سام موشنيك (مصارعة)
صامويل موشنيك أو كما يعرف باسم سام موشينك ( بالإنجليزية : Sam Muchnick ) ( ولد جيشوا موشنيك ، في 22 أغسطس 1905- و توفى في 30 ديسمبر 1998  ) و عمل كمُروجًا أمريكيًا للمصارعة المحترفة من سانت لويس بولاية ميسوري ، و كان له دور فعال في تأسيس التحالف الوطني للمصارعة ، و الذي أصبح أعلى هيئة مهيمنة في صناعة مصارعة المحترفين ، في عام 1948.  شغل موشينك منصب رئيس أتحاد التحالف الوطني للمصارعة المعروف اختصارًا باسم NWA في الفترة من 1950 إلى 1960 ومرة أخرى من 1963 إلى 1975. كان يدير نادي سانت لويس للمصارعة ، و هو أحد الأعضاء الأساسيين في NWA و يقع مقره في سانت لويس. 

## حياة مبكرة
ولد جوشوا موشنيك في دولة أوكرانيا إلى عائلة تعتنق الديانية اليهودية في 22 أغسطس 1905 ، لكن عائلة موشينك انتقلت من أوكرينيا إلى الولايات المتحدة في عام 1911. و تربي أبنهم في سانت لويس، وتم تغيير اسمه إلى صموئيل عندما قرر والده ذلك حيث أن جوشوا ( الذي يشير لـيسوع المسيح أو يشوع بن نون) حيث أنه رأي ذلك الاسم غير مناسب لطفل يهودي. أثناء التحاقه بالمدرسة ، عمل سام في وظائف مختلفة لمساعدة عائلته قبل حصوله على شهادته الثانوية (على الرغم من أنه لم يحضر حفل تخرجه و ذلك لحضور حدث مصارعة مباشر في مسرح أوديون Odeon Theatre ، حيث شاهد الأيقونة العظيم فلاديك زبيسكو و هو يصارع ).و في عام 1924 ، تولى وظيفة في مكتب بريد الولايات المتحدة; وفي عام 1926 ، انضم إلى طاقم الرياضة في صحيفة سانت لويس تايمز ، حيث غطى أخبار فريق سانت لويس كاردينالز لكرة القاعدة و شهد العديد من تطوير اللاعبين الكبار في المجال (بما في ذلك بيب روث, آل كابوني وغيرهم ). موشنيك عمل أيضا علي تغطية أحداث مصارعة المحترفين، حيث أقام صداقة مع توم باكس ,والذي يعد من أفضل المروجين الرياضة في الغرب الأوسط في ذلك الوقت. في عام 1932 ، اندمجت صحيفة التايمز مع الجريدة المنافسة سانت لويس ستار, وترك موشنيك الصحيفة للحصول على منصب دعاية لباكس ، حيث تعلم العلاقات العامة والمالية وحتى واجبات الحجز.

## الترقية الوظيفية
لمدة تسع سنوات ، عمل موشنيك بصفته الرجل الأيمن لـتوم باكس أثناء ذلك تعلم المجال و أصبح واحد من أقوى المروجين في البلاد. ومع ذلك ، تم إهانة موشنيك عندما منحه باكس مكافأة تافهة قدرها 200 دولار بعد الترويج الناجح للثنائي لمباراة جو لويس ضد توني موستو علي لقب الوزن الثقيل في أبريل 1941 و حققت المباراة أرباحًا بلغت 14000 دولار . قرر موشنيك بعد ذلك ترك معلمه عندما أقنعه بطل المصارعة لوقت طويل جيم لوندوس (الذي كان أيضًا في مخاصمة مع باكس ) و ذلك لينشأ منظمته الخاصة لمصارعة. على الرغم من مواجهة مقاومة شديدة من باكس (الذي كان يتمتع بدعم سياسي كبير من لجنة ولاية ميزوري الرياضية ) ، و قام موشنيك بالترويج لعروضه الأولى في مايو 1942 قبل التجنيد في سلاح الجو خلال الحرب العالمية الثانية . عند عودته ، استمر موشنيك في مواجهة ضغوط تنافسية من قبل باكس ؛ و على الرغم من أنه قدم عدة أوامر قضائية للترويج لعرضه الأول في قاعة Kiel Auditorium الشهيرة في سانت لويس في 5 ديسمبر 1945. بمساعدة مروج المصارعة من ولاية أوهايو جاك بفيفر (الذي أرسل إلى سام عدة مصارعين لمساعدته على البدء) ، و جذب عرض موشنيك 3771 معجبًا في القاعة بينما كان يضم نجوم مصارعة مخضرمين مثل إد لويس و روي دان Roy Dunn و آخرين .

### تحالف المصارعة الوطني
على مدى السنوات القليلة التالية ، اضطر موشنيك في كثير من الأحيان إلى استخدام أجهزة ضبط الوقت القديمة بعد الأعداد الأولية لأن باكس عمل علي توظيف معظم أفضل المواهب (بما في ذلك بطل الرابطة الوطنية للمصارعة العالم للوزن الثقيل لو ثيسز ). بعد ذلك ، في منتصف عام 1948 ، اتصل بينكي جورج من ولاية أيوا وتوني ستيشر من ولاية مينيسوتا و تحدثوا معاً بضرورة تشكيل اتحاد مصارعة جديد. حتى هذا الوقت ، كانت جميع لوائح المصارعة المحترفة قد جاءت من قبل أتحاد الرابطة الوطنية للمصارعة الذي كان يسمي أيضاً بأن دبليو إيه ، والتي تألفت من لجان رياضية مختلفة. كانت فكرتهم هي تشكيل تحالف من المروجين ، والذي يشارك بعد ذلك حجوزات ابطال العالم وكبار المصارعين بينما يقسمون المكاسب أيضًا. نتيجة لذلك ، في 19 يوليو 1948 ، التقى ماتشنيك مع زملائه المروجين بينكي جورج ، والي كاربو (الذي يمثل توني ستيتشر) ، وأورفيل براون ، وماكس كلايتون ، وال هافت في فندق بريزيدنت في مدينة واترلو بولاية أيوا لتشكيل ما أطلق عليه اسم التحالف الوطني للمصارعة. تم انتخاب بينكي جورج كأول رئيس للمنظمة بينما تم الاعتراف بأورفيل براون لاحقًا كأول بطل NWA العالم للوزن الثقيل . بعد ذلك بوقت قصير ، أصبح موشنيك المستفيد الأول من تبادل المواهب مع مختلف المناطق التي انضمت إلى للتحالف الوطني للمصارعة. ونتيجة لذلك ، تمكن بعد ذلك من التوقيع مع مصارع هيل شاب مبتكر يُدعى "فتي الطبيعة " بادي روجرز ، الذي كان سابقًا يصارع في منطقة توليدو بولاية أوهايو التابعة لجاك فايفر . و سمحت شخصية روجرز الصريحة وشخصيته الكاريزمية بالتغلب على لو ثيسز العظيم (الذي يعمل في الكثير من العروض لصالح توم باكز ) مع إضافة شرعية لشركة موشينك. في النهاية ، تم الاتفاق بخصوص اندماج مجموعتا سانت لويس أثناء بدء فتح حرب ترويجية بين الشركتين ؛ أبقى موشينك على حصة الأغلبية في الإقليم من خلال الاحتفاظ بنسبة أكثر من ثيسز بمقدار 2 % . ثم ، في 27 نوفمبر 1949 ، وحد لو ثيسز لقبي الرابطة الوطنية للمصارعة و التحالف المصارعة الوطني العالم للوزن الثقيل و أصبح بطل العالم الأوحد بعد إصابة أورفيل براون في حادث سيارة قبل المباراة المقررة .

### رئيس NWA
في عام 1950 ، تم تعيين سام موشنيك رئيسًا جديدًا لأتحاد التحالف الوطني للمصارعة ، وهو المنصب الذي شغله لمدة السنوات التسع التالية فأعيد انتخابه و كسب الرئاسة بالإجماع و ذلك يرجع للثقة الهائلة التي وجدها بين مختلف أعضاء المنظمة. مع موشنيك كرئيس أصبحت أن دبليو إيه الهيئة الحاكمة المهيمنة في مجال مصارعة المحترفين ، حيث انضمت كل اتحادات منطقة مصارعة رئيسية تقريبًا في جميع أنحاء البلاد إلى التحالف الوطني للمصارعة و ذلك من أجل الوصول إلى صندوق الكنز الذي كان هو بطل NWA العالم للوزن الثقيل ، و الذي تم الاعتراف به عالميًا كنجم أول في هذه الصناعة. تحت قيادة موشنيك، تتبرعت NWA أيضًا بآلاف الدولارات للمساعدة في تمويل فريق المصارعة الأولمبية الأمريكي . بعد ذلك ، في أواخر الخمسينيات من القرن المنصرم ، شكل سام موشنيك اتحاد نادي سانت لويس للمصارعة أثناء إنتاجه لبرنامج تلفزيوني جديد بعنوان Wrestling at the Chase و الذي عرض علي قناة تلفزيون KPLR ، والذي استمر من 23 مايو 1959 إلى 10 سبتمبر 1983. و عرضت حوالي ما يقرب من 1100 حلقة تم إجراؤها خلال تلك الفترة الزمنية. اصبح العرض من أكثر الإنتاجات المحلية شعبية في تاريخ تلفزيون سانت لويس ، حيث حول المصارعة المحترفة إلى ترفيه شعبي على المستوى الوطني مع جلب العديد من نجوم NWA إلى منازل معجبيها.
بحلول عام 1960 ، تنحى سام موشنيك عن منصب رئيس NWA حتى تتمكن المنظمة من الاستفادة من الأفكار الجديدة. شغل منصب السكرتير التنفيذي في عهد فرانك توني وفريد كوهلر وكارل "دوك" ساربوليس. ونتيجة لذلك ، تمت إعادة تنصيب موشنيك بالإجماع كرئيس NWA في عام 1963 وتولى المنصب حتى عام 1975 ، وبالتالي ساهم بما مجموعه 25 عامًا باعتباره المروج الأكثر نفوذاً في الصناعة. خلال فترة رئاسته الثانية ، حافظ موشنيك على مكانة NWA كأفضل قوة في المصارعة بينما أظهر أيضًا عينًا خارقة لاستكشاف المواهب المستقبلية ، حيث أعد اقليم سانت لويس الخاصة به أبطالًا في نهاية المطاف مثل جوني فالنتين ، جين كينيسكي ، هارلي رايس ، دوري فونك جونيور. وتيري فانك وريك فلير وغيرهم الكثير. و علاوة على ذلك ، قام بتوسيع التحالف الوطني للمصارعة عالميًا من خلال إبرام اتفاقيات مع أقاليم في المكسيك فحيث ساهم في أنشاء أتحاد CMLL العريق والشرق الأقصى ساهم في جابان برو ريسلينغ إليانز الذي كان النواة إلي انشاء NJPW و AJPW و أوروبا و منطقة البحر الكاريبي .

### التقاعد
قدم موشينك عرضه الأخير في 1 يناير 1982 ، والذي أطلق عليه عمدة ميزوري فينسينت شوميل فيما بعد بعرض "يوم سام موشنيك" . بمرور وقت قصير ، تم شراء أتحاد نادي سانت لويس للمصارعة من قبل الثلاثي بوب جيجيل وبات أوكونور وهارلي ريس. شَكَلَ مذيع و المدير العام لأتحاد موشينك السابق لاري ماتيسيك أتحاده المنافس في سانت لويس في نفس الوقت تقريبًا. بعد ذلك بعام ، أبرم الأتحاد العالمي للمصارعة WWF صفقة مع ماتيسيك و ذلك لإقامة عروضهم المحلية في سانت لويس و الحصول علي حقوق عرض هذه العروض ضمن برنامج " Wrestling at the Chase " العريق. و في عام 1985 ، تم بيع اتحاد نادي سانت لويس للمصارعة إلى جيم كروكيت جونيور وتم إعادة تسمية الشركة تجارياً فيما بعد لتصبح بطولة العالم للمصارعة WCW. و في عام 1990 ، و ظهر موشينك في عرض تحدث 1990 Starrcade الذي نُظم من قِبل شركة WCW . و في عام 1997 خلال عرض Badd Blood: In Your House التابع للاتحاد العالمي للمصارعة ، تم تكريمه كأسطورة سانت لويس St. Louis legend .

## الموت
توفي سام موشينك في 30 ديسمبر 1998 ، في مدينة سانت لويس. عن عمر ناهز 93 عامًا. 

## البطولات والإنجازات
- Wrestling Observer Hall of Fame ( دفعة عام 1996 )

## أنظر أيضا
- روجر ديم ، مصور ومؤلف كتاب St. Louis Snapshots: The Last Years of the Sam Muchnick Era
- بطولة Sam Muchnick التذكارية هي بطولة تكريم أقيمت في عام 1986.

## روابط خارجية
- Wrestling-Titles.com: سام موشنيك
- مجموعة Sam Muchnick Scrapbook Collection تجد المساعدة في مكتبة سانت لويس العامة

1. ↑  The current U.S. Postal Service was not established until 1971.